# Fast & Furious 9
Fast & Furious 9 är en amerikansk actionfilm, som är regisserad av Justin Lin och skriven av Chris Morgan och Daniel Casey. Filmen är uppföljare till Fast & Furious 8 (2017) och är den tionde filmen i The Fast and the Furious franchise och den nionde filmen i huvudserien. Filmens spelas av bland annat; Vin Diesel, Michelle Rodriguez, Jordana Brewster, Tyrese Gibson, Chris "Ludacris" Bridges, John Cena, Helen Mirren, Charlize Theron och Michael Rooker.
Filmen var planerad att ha premiär i maj 2020 men blir förskjuten ett år på grund av COVID-19. Den hade premiär i Sverige den 14 juli 2021, utgiven av Universal Pictures.

## Rollista (i urval)
- Vin Diesel som Dominic Toretto, en tidigare kriminell och professionell streetracer som har gått i pension och bosatt sig med sin fru, Letty, och hans son, Brian Marcos. Vinnie Bennett skildrar unga Dominic.
- Michelle Rodriguez som Leticia "Letty" Ortiz, Doms fru, och en tidigare kriminell och professionell streetracer.
- Tyrese Gibson som Roman "Rome" Pearce, en tidigare vanligt gärningsmän och en medlem av Doms team.
- Ludacris som Tej Parker, en mekaniker från Miami och medlem i Doms team.
- John Cena som Jakob Toretto, Dom och Mias bror som arbetar som mästertjuv, mördare och en högpresterande förare. Finn Cole skildrar unga Jakob.
- Jordana Brewster som Mia Toretto, Dom och Jakobs syster och en tidigare medlem i hans team som har bosatt sig med sin partner, Brian O'Conner, och deras två barn.
- Nathalie Emmanuel som Megan Ramsey, en brittisk datorhacktivist och medlem av Doms team.
- Sung Kang som Han Lue, en tidigare medlem av Doms team som man trodde ha dödats.
- Michael Rooker som Buddy.
- Helen Mirren som Magdalene Shaw, mor till Doms tidigare fiender Owen och Deckard.
- Kurt Russell som Agent Frank "Mr. Nobody" Petty, en underrättelseoperatör och ledare för ett hemligt ops-team.
- Charlize Theron som Cipher, en kriminell mastermind och cyberterrorist som samarbetar med Jakob.

Dessutom skildrar Anna Sawai porträtterar Elle, Thue Ersted Rasmussen porträtterar Otto, Cardi B porträtterar Leysa, en kvinna som delar en historia med Dom, J.D. Pardo porträtterar Jack Toretto, Jim Parrack porträtterar Kenny Linder och Martyn Ford porträtterar Sue.
Lucas Black återupptar sin roll som Sean Boswell från tidigare filmer, medan Bow Wow och Jason Tobin återupprepar sina roller som Twinkie respektive Earl Hu från The Fast and the Furious: Tokyo Drift (2006). Don Omar och Shea Whigham återger också sina roller som Santos och Agent Stasiak från tidigare filmer. Francis Ngannou spelar Ferocious Professional. Cered och Ozuna skildrar unga Leo och Santos. Gal Gadot repriserar kort sin roll som Gisele Yashar, via okrediterade arkivfilmer av Fast & Furious 6 och Jason Statham gör en okrediterad komo under slutkrediterna som Deckard Shaw.